# Salix rotundifolia
Salix rotundifolia — вид квіткових рослин із родини вербових (Salicaceae).

## Морфологічна характеристика
Це рослина 0.005-0.05 метра заввишки (карликова), утворює клони кореневищами. Стебла прямовисні. Гілки жовто-зелені, жовто-бурі чи сіро-бурі, голі; гілочки жовто-бурі чи червоно-бурі, голі. Листки на ніжках 0.4–4.6(5.5) мм; найбільша листкова пластина широко-еліптична, круглувата чи округла, 1.9–16.3 × 3–10.5 мм; краї плоскі, цільні, війчасті; верхівка округла (чи з малою виїмкою), опукла або гостра; абаксіальна (низ) поверхня гола; адаксіальна поверхня дуже блискуча, гола; молода пластинка гола чи запушена. Сережки: тичинкові 3.3–18.5 × 2.5–12 мм, маточкові 4.5–35 × 2–17 мм. Коробочка 3.8–8.3 мм. Цвітіння: липень і початок серпня.

## Середовище проживання
Канада (Північно-Західна територія, Юкон); США (Аляска, Монтана, Вайомінг, Алеутські острови); Далекий Схід. Населяє тундру, осипи та схили, субстрати від глинистих до велико-щебеневих, вапнякові й кислі; 0–3400 метрів.

## Використання
Рослина збирається з дикої природи для місцевого використання як ліки.